# Antoine Larose
Antoine Larose, né le 28 janvier 1993 à Lons-le-Saunier, est un footballeur français, qui joue au poste d'ailier au FC Annecy.

## Biographie
Antoine Larose est originaire de Châteaurenaud, où il commence le football au SC Châteaurenaud avant de rejoindre le Louhans-Cuiseaux FC.
En juin 2023, Antoine Larose rejoint le FC Annecy après seize saisons à Louhans-Cuiseaux, fraîchement relégué en National 3.
Il dispute son premier match en professionnel le 5 août 2023 face à l'En avant Guingamp en Ligue 2, en remplaçant Samuel Ntamack en seconde période de la rencontre perdue 4-1 à domicile. Larose inscrit son premier but dans le monde professionnel le 19 août 2023 face à l'USL Dunkerque. Il est l'une des révélations du club dès ses premiers matchs, avant de voir son statut être réduit à celui de supersub. À l'issue d'une première saison ponctuée par sept buts et six passes décisives en 34 matchs de championnat, il prolonge son contrat à Annecy jusqu'en 2026.
Lors des quatre premières journées de Ligue 2 en 2024, il inscrit deux buts et donne une passe décisive.